# Thlaspi crassifolium
Thlaspi crassifolium là một loài thực vật có hoa trong họ Cải. Loài này được (Huber-Mor. & F.K. Mey.) Greuter & Burdet miêu tả khoa học đầu tiên năm 1983.